# Martinet de Chapman
Chaetura chapmani
Espèce
Statut de conservation UICN

 LC  : Préoccupation mineure
Le Martinet de Chapman (Chaetura chapmani) est une espèce d'oiseau de la famille des Apodidae.

## Dénomination
Son nom célèbre l'ornithologue américain Frank Michler Chapman (1864-1945).

## Systématique
Le martinet de Chapman est actuellement divisé en 2 sous-espèces, :
- C. c. chapmani (Hellmayr, 1907) : la sous-espèce nominale. Vit entre le Panama et le nord du Brésil.
- C. c. viridipennis (Cherrie, 1916[3]) : Vit dans l'ouest de l'Amazonie, migre sur de courtes distances. Plus grande envergure que chapmani, avec une croupe moins contrastée. Une distinction de plumage était initialement observée, mais s'est avérée être liée à l'usure des plumes[4].

La sous-espèce viridipennis a initialement été considérée comme sous-espèce jusqu'en 1997, puis élevée au rang d'espèce (sous le nom de Martinet d'Amazonie) sur la recommandation d'une étude de Marín. Une étude génétique de Chesser et al. revient en 2018 sur cette décision, montrant que les deux taxons étaient virtuellement identiques génétiquement, reléguant viridipennis au rang de sous-espèce. Cette décision a par la suite été entérinée par le SACC, puis par les principales autorités taxonomiques.